# Aéroport de Morlaix Ploujean
L'aéroport de Morlaix Ploujean (code AITA : MXN • code OACI : LFRU) est propriété de Morlaix Communauté, situé dans la commune de Morlaix. Il est géré par le groupement CCI du Finistère Sealar (Société d’Exploitation et d’Action Locale pour les Aéroports Régionaux) depuis mai 2023 à la suite d'un marché public de services.

## Trafic
L'aéroport de Morlaix-Ploujean est un aéroport d'aviation générale et d'affaires ouvert au trafic national et international commercial non régulier (avions taxis et charters), aux avions privés, aux IFR et aux VFR.
L'aéroport n'est plus un point de passage frontalier de l'espace Schengen depuis 2012. Les vols en provenance ou à destination d'un aéroport situé hors de l'espace Schengen sont par conséquent contraints d'effectuer une escale sur un aéroport agréé « point de passage frontalier Schengen » avant de se poser à Morlaix-Ploujean. Une dérogation avait bien été accordée par la direction régionale des douanes de Bretagne aux sociétés Brittany ferries et Brit Air mais elle a pris fin en 2016 avec le rétablissement des contrôles aux frontières dans le cadre de la lutte antiterroriste.
La plateforme n'accueille plus de ligne aérienne commerciale régulière.
C'est sur ce site que s'est créée en 1973 la compagnie aérienne Brit Air qui, après avoir connu un développement spectaculaire, a été intégrée dans le groupe Air France mais conserve son siège et son centre de maintenance technique à Morlaix. S’appuyant sur la croissance de l’entreprise, la plate-forme aéroportuaire morlaisienne s’est progressivement spécialisée dans la maintenance aéronautique et la formation des personnels navigants.
L'aéroport a réceptionné des C.R.J. (Canadair Régional Jet) de la compagnie Brit Air, notamment durant les années 2000. Ils faisaient le trajet Montréal Mirabel, depuis les usines de Bombardier, avant de faire une escale technique à Reykjavík Keflavik, puis de repartir pour atterrir à Morlaix, le tout en 8 heures à une vitesse de croisière de 900 km/h (environ 0,77 mach).

## Histoire

Premier et ancien logo de la compagnie Morlaisienne Brit Air

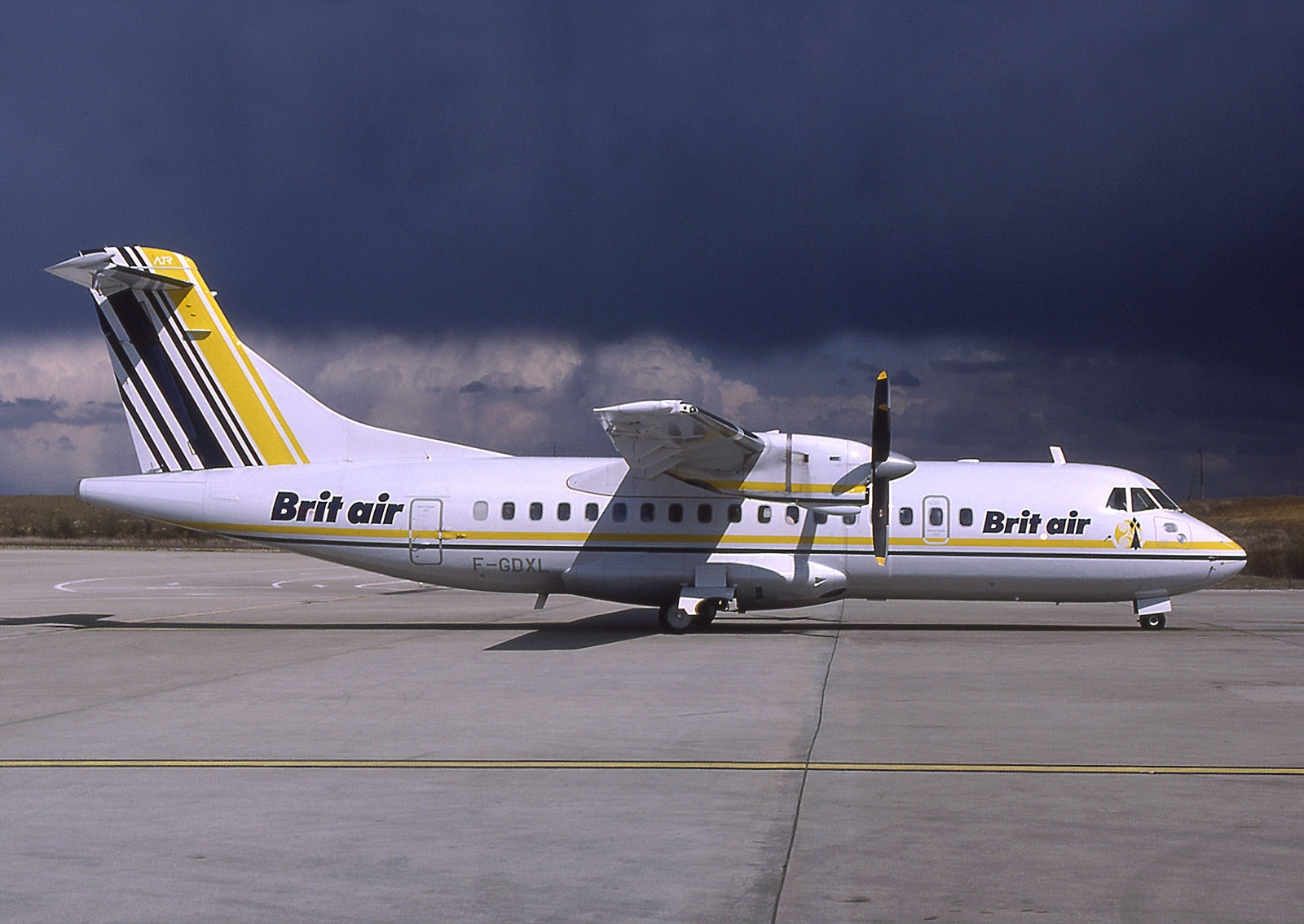
ATR-42-300 de la compagnie morlaisienne Brit Air.

À Morlaix, la tradition de l'aviation naît avec le siècle : le premier meeting aérien est organisé en 1911 au-dessus de l'hippodrome de Langolvas. Il faut pourtant attendre 1939 pour que la ville se dote d'un aérodrome sur l'insistance des responsables de la Chambre de commerce et d'industrie qui pressentent l'importance du transport aérien pour le développement de la région.
L'équipement est implanté à la lisière de Morlaix sur le plateau de Ploujean : il comporte une pelouse de 33 hectares, une aérogare et un hangar de 20 m x 30 m.
L'année même de l'ouverture, l'aérodrome accueille une personnalité légendaire : Charles Lindbergh, dont la signature est conservée dans le Livre d'Or.
Sous l'Occupation, l'outil, réquisitionné par les Allemands, est transformé en aérodrome militaire. La Luftwaffe construit une piste bétonnée de 1 200 m par 60 m, des chemins de roulement et d'accès et de nombreux hangars et bâtiments à usage technique.
Morlaix bénéficie alors d'un équipement d'une qualité rare en province, mais à leur départ, les militaires détruisent l'ensemble des installations ; seule demeure la piste, endommagée.
En 1952, après une période de léthargie, faute d'infrastructures, la CCI obtient de l’État une extension de l'aérodrome. Sa superficie est alors portée à 85 hectares. Dédié d'abord à une activité non commerciale, en raison de l'absence d'équipements spécifiques, l'aéroport met à profit la restauration de sa piste pour se lancer dans le trafic charter de fret et de passagers.
En 1966, la Chambre de commerce et d'industrie de Morlaix devient gestionnaire de l'aéroport.
En 1972, une ligne régulière Morlaix-Saint-Brieuc-Paris par Rousseau Aviation est mise en service mais la tentative est de courte durée. Ponctuellement, des charters sont affrétés pour les décideurs économiques et une première entreprise est constituée sur la base de cette activité en 1973 : Brittany Air International (connue sous le nom commercial de Brit Air).
Cette entreprise prend définitivement son envol en 1977 quand la CCI de Morlaix entre à son capital à hauteur de 67 % : la saga Brit Air commence... grâce à Xavier Leclercq, l’un des responsables de la Chambre de commerce et d’industrie de Morlaix qui se rend compte au début des années 1970 qu’il existe un besoin de transport aérien à la demande à Morlaix.
En 1979, une ligne à destination de Londres est lancée (ligne Quimper - Morlaix - Londres) puis transférée en 1987 sur l'aéroport de Brest-Guipavas (Quimper - Brest - Londres).
En 1980, Brit Air ouvrira deux lignes saisonnières de Quimper via Morlaix vers Cork et Jersey.
En 1987, les lignes saisonnières deviennent Nantes - Morlaix vers Cork et Jersey, lignes non reconduites à l'été 1989 ou l'escale de Morlaix sera supprimée(Nantes - Cork direct).
Après avoir connu un développement spectaculaire, Brit Air se rapproche d'Air France, qui finit par acquérir la compagnie première en 2000.
Brit Air conserve son siège et son centre de maintenance technique à Morlaix.
S'appuyant sur la croissance de l'entreprise, la plate-forme aéroportuaire morlaisienne s'est progressivement spécialisée dans la maintenance aéronautique et la formation des personnels navigants, domaines où son expertise est désormais reconnue.
Chaque année, le centre ICARE, filiale spécialisée de Brit Air, reçoit des stagiaires en provenance de tous les continents ; ils étaient 4000 en 2006.
Pour densifier l'offre de formation aéronautique sur le site la CCI a contribué avec les acteurs de l'Éducation nationale et du Conseil régional à implanter un BTS de maintenance aéronautique sur le site de l'aéroport.
En 2007, l'État transfère la propriété de l'aéroport à Morlaix Communauté.
En 2013, Brit Air fusionne avec Régional et Airlinair pour devenir Hop, filiale d'Air France.
L'aéroport de Morlaix s'étend sur une centaine d'hectares.
En Août 2020, Air France annonce la fermeture de son site morlaisien Hop ! d'ici deux ans, 276 salariés sont concernés par cette fermeture, dont tous avaient quitté le site en décembre 2022. Tous les locaux d'Air France-Hop étaient rachetés par Morlaix Communauté.
Seul restait alors sur l'aéroport, l'aéroclub, l'avion de la compagnie maritime Brittany Ferries (un Piaggio P180) dont le siège social est à Roscoff, l'avion du groupe morlaisien Sermeta de fabrication de systèmes de chauffage vendus principalement à l'export (un Embraer 55 Phenom 300) et celui de l'ancien spationaute Jean-Loup Chrétien exploité par sa société Eclipse Aero (Beechcraft 35 Bonanza),.

Logotype de la compagnie aérienne Celeste (2021-2024).

Néanmoins, le 26 août 2021, une nouvelle compagnie aérienne est créée et s'est installée dans les anciens locaux de Hop ! sur l’aéroport en espérant poursuivre la belle histoire de "Brit Air". Cette nouvelle compagnie aérienne nommée Celeste s’est donnée pour ambition de faciliter la mobilité inter-régionale et développer les vols moyens courriers au départ de Brest et Rennes. La jeune compagnie s’était d’ailleurs positionnée pour opérer la ligne Brest – Paris Orly abandonnée par Air France mais reprise par Transavia puis par Chalair Aviation.
La compagnie Chalair, basée à Caen, installe un centre de contrôle de la maintenance dans les anciens locaux de Hop ! en mai 2021 avec 12 anciens salariés de Hop ! (mai 2022) alors que la Brittany Ferries installe en 2023 sa direction Ingénierie et Maintenance.
La compagnie morlaisienne Celeste qui n’a toujours pas fait décoller son premier avion CRJ1000 (F-HMLA) a été placée en redressement judiciaire le 14 mai 2024 par le tribunal de commerce de Brest et en liquidation judiciaire le 25 juin 2024.

## Équipements

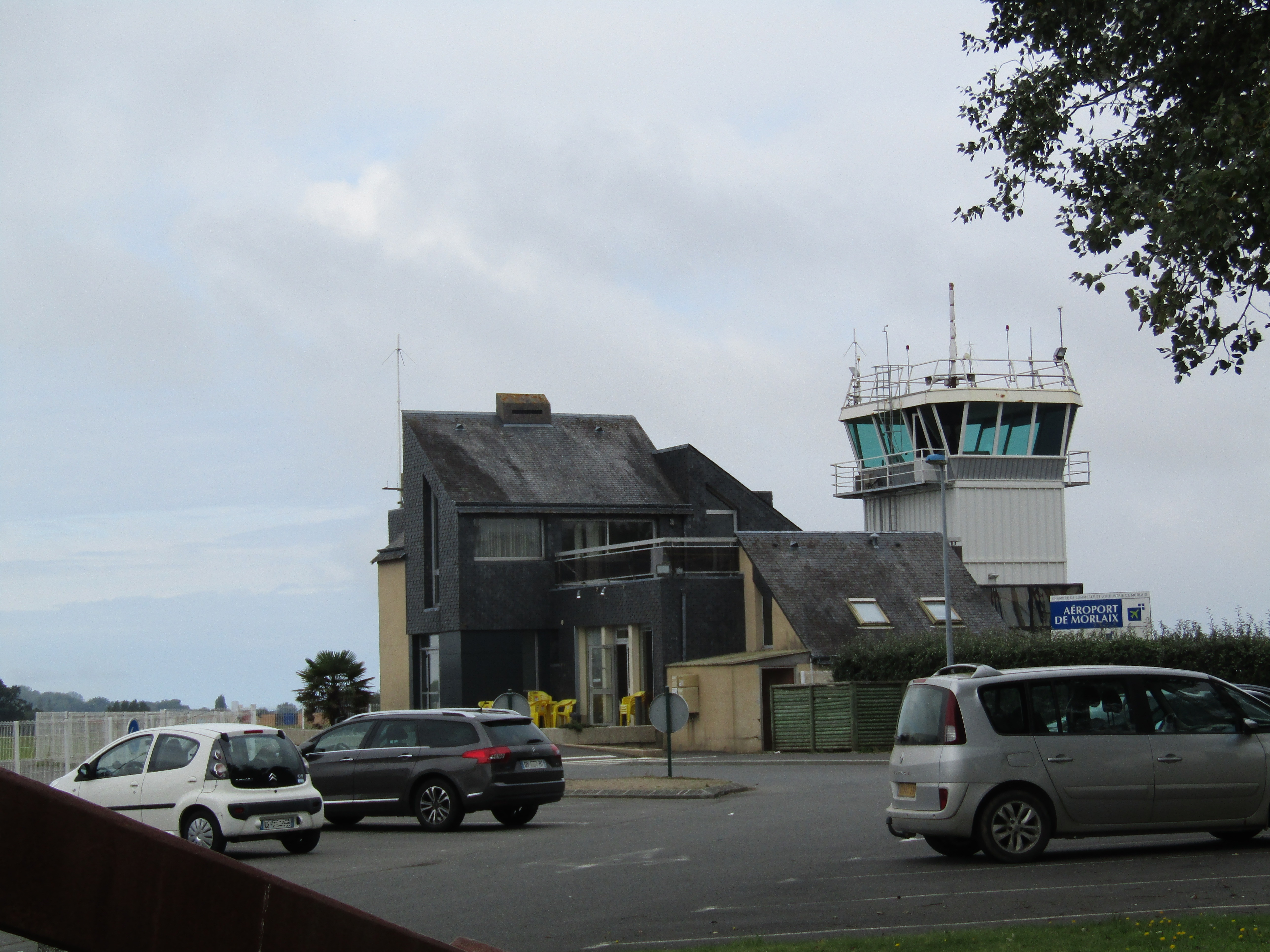
Entrée de l'aérogare de Morlaix et sa tour de contrôle en 2016.

L'infrastructure dispose d'une aérogare comprenant un comptoir d'enregistrement et une salle d'embarquement.
Elle accueille un snack-bar ouvert à tous (grand public et professionnels)
Elle dispose d'une salle disponible à la location. Il est également possible de disposer de l'aéroport pour de court et long-métrage, téléfilm ou film publicitaire.
La piste principale bitumée de 1617 m x 36 m, est équipée d'un balisage et des dispositifs d'aide à la navigation. Deux pistes secondaires sont présentes : une piste en herbe de 845 m x 80 mètres, une piste en herbe de 472 m x 80 m.
L'aire de stationnement des avions est de 15 000 m². Celui des véhicules automobiles est de 40 places gratuites (2 PMR).
Il existe également une aire de points fixes permettant aux avions d'effectuer leurs essais moteurs, plusieurs hangars couvrant un total de 5 400 m².
Présence d'une tour de contrôle avec un service AFIS assurant un service 24h/24 (à la demande en dehors des heures normales d'ouverture) et d'une station de carburant avions (JET A1 et AVGAS).
L'aéroport de Morlaix est homologué pour les décollages / atterrissages à vue / aux instruments, de jour comme de nuit. Outre sa certification Qualité de services ISO 9001-2008, la Chambre de commerce et d'industrie de Morlaix, gestionnaire de l'aéroport, est certifiée par la Direction de la sécurité de l'aviation civile ouest :
- prestataire européen de services de la navigation aérienne (Air Flight Information Services : AFIS) en français et en anglais ;
- prestataire de services de sauvetage et de lutte contre l'incendie des aéronefs (SSLIA niveau II) ;
- prestataire de services de prévention contre le péril animalier (SPPA adapté).

La Chambre de commerce et d'industrie de Morlaix fait également l'objet d'audits réguliers de la part de l'International Air Transport Association concernant les services aéroportuaires et notamment la station de carburant aéronautique.
L'aéroport se situe à 40 min de Brest et 30 min de Lannion par la RN12.

## Statistiques
| 2004 | 2005 | 2006 | 2007 | 2008 | 2009 | 2010 | 2011 | 2012 | 2013 | 2014 | 2015 | 2016 | 2017 | 2018 | 2019 | 2020 | 2021 | 2022 | 2023 |
| ---- | ---- | ---- | ---- | ---- | ---- | ---- | ---- | ---- | ---- | ---- | ---- | ---- | ---- | ---- | ---- | ---- | ---- | ---- | ---- |
| 492  | 386  | 177  | 392  | 236  | 179  | 176  | 119  | 398  | 111  | 160  | 112  | 68   | 57   | 163  | 126  | 54   | 68   | 181  | 965  |

Nota : chiffres du trafic commercial (émission de billets), auquel il faut ajouter les chiffres du trafic de l'aviation d'affaires (transports d'entreprises, équipes sportives, artistes, VIP ou étatiques), portant le nombre total de passagers transportés à environ 1 000 passagers par an.